# Dolabritor
Dolabritor là một chi nhện trong họ Linyphiidae.

## Các loài
Các loài trong chi này gồm:
- Dolabritor ascifer Millidge, 1991
- Dolabritor spineus Millidge, 1991